# 2020 в Україні
2020 в Україні — це список головних подій, що відбулись у 2020 році в Україні. Також подано перелік відомих осіб, що померли в 2020 році. З часом буде додано відомих українців, що народилися в 2020 році.

## Події

### Січень
- 8 січня — в Ірані неподалік Тегерана розбився літак авіакомпанії МАУ, загинуло 176 людей[1].
- 10 січня — у районі м. Виноградів, Закарпатська область стався землетрус силою 3,0 балів за шкалою Ріхтера. Про руйнування або загиблих повідомлень не надходило.
- 11 січня — катастрофа Boeing 737 під Тегераном: Президент Ірану офіційно визнав, що збройні сили Ірану помилково збили ракетою літак авіакомпанії МАУ неподалік Тегерана[2].
- 28 січня — відбулось кодування супутникового сигналу 23 українських каналів[3].

### Лютий
- 2 лютого — українська режисерка Ірина Цілик отримала нагороду американського кінофестивалю «Санденс» за найкращу режисерську роботу за документальну стрічку «Земля блакитна, ніби апельсин»[4].
- 9 лютого — перший випадок зараження коронавірусом українця поза межами країни[5].
- 18 лютого — зранку окупаційні війська провели масштабну атаку на позиції підрозділів Об'єднаних сил поблизу населених пунктів Новотошківське, Оріхове, Кримське, Хутір Вільний. Українці зазнала втрат[6].
- 20 лютого — у результаті протестів у Нових Санжарах проти прибулих евакуйованих із Китаю було пошкоджено автобуси, травм зазнали 10 чоловік.[7]
- 22 лютого — у фіналі національного відбору до пісенного конкурсу Євробачення 2020 від України переміг гурт «Go_A» з піснею українською мовою «Соловей».[8].

### Березень
- 2 березня — кліматологи повідомили, що уперше за 140 років у Києві не було метеорологічної зими, а температура повітря не падала нижче -10°C[9]
- 3 березня — зафіксовано перший випадок інфікування коронавірусом в Україні[10].
- 4 березня — Верховна Рада України прийняла відставку уряду Олексія Гончарука та розпочала формування уряду Дениса Шмигаля[11].
- 9 березня — у Київському національному театрі оперети відбулася традиційна XIV Всеукраїнська урочиста церемонія «Герої спортивного року». Кращими спортсменом та спортсменкою 2019 року визнані чемпіони світу — борець греко-римського стилю Жан Беленюк та дзюдоїстка Дар'я Білодід[12].
- 10 березня — Рекорд України із спільного читання «Кобзаря» Тараса Шевченка зафіксований у Сєвєродонецьку[13]
- 11 березня — через спалах коронавірусу у світі Кабінет Міністрів України запровадив карантин в Україні із 12 березня по 3 квітня: заборонені масові заходи (понад 200 осіб), закриті дитсадики і заклади освіти[14].
- 13 березня:
  - Коронавірусна хвороба 2019 в Україні: перша жінка від коронавірусної хвороби померла в Житомирській області[15].
  - Оксана Забужко та alyona alyona стали лауреатами премії Women in Arts 2020[16].
- 16 березня — Коронавірусна хвороба 2019 в Україні: з 00:00 год. Україна до 3 квітня заборонила іноземцям та особам без громадянства в'їзд на територію країни[17].
- 17 березня — Верховна Рада України погодила, а президент України Володимир Зеленський призначив Генеральним прокурором Ірину Венедіктову[18].
- 18 березня
  - Набув чинності закон «Про повну загальну середню освіту»[19].
  - З метою обмеження поширення коронавірусної інфекції, припинено залізничні, автобусні та авіаперевезення по країні, закривається метро, а маршрутки, тролейбуси і трамваї курсуватимуть з обмеженнями[20].
- 23 березня — Українська Вікіпедія досягла мільйона статей[21].
- 25 березня — Кабінет Міністрів України запровадив на 30 днів режим надзвичайної ситуації на всій території країни у зв'язку з поширенням коронавірусної хвороби[22].
- 30 березня — Верховна Рада України на тлі поширення епідемії коронавірусу та фінансової кризи обрала новим міністром фінансів Сергія Марченка, міністром охорони здоров'я — Максима Степанова[23].
- 31 березня — Верховна Рада України ухвалила закон про обіг земель сільськогосподарського призначення, який вводить ринок землі в Україні з 1 липня 2021 року[24].

### Квітень
- 4 квітня — пожежа у Чорнобильській зоні відчуження[25].
- 6 квітня — Коронавірусна хвороба 2019 в Україні: набула чинності заборона Кабінету міністрів на перебування у громадських місцях без маски чи респіратора, без документів, на прогулянки у парках і скверах, на пересування групою більше двох; людей старше 60 років уряд зобов'язав до самоізоляції на час карантину[26].
- 13 квітня:
  - Верховна Рада України ухвалила зміни до державного бюджету України на 2020 рік, необхідні для боротьби з коронавірусною хворобою COVID-19 і передбачають підвищення бюджетного дефіциту втричі[27].
  - Коронавірусна хвороба 2019 в Україні: Києво-Печерську лавру закрили на карантин у зв'язку з підтвердженими там понад 90 випадками зараження коронавірусом[28].
- 14 квітня:
  - У результаті наймасштабніших лісових пожеж в Чорнобильській зоні відчуження, що тривали 10 днів, вигоріло 3,5 тисяч гектарів землі[29].
  - Служба безпеки України затримала генерала-майора Валерія Шайтанова, звинуваченого у шпигунстві на користь Російської Федерації[30].
- 16 квітня:
  - відбувся обмін утримуваними особами між Україною з одного боку та ОРДЛО — з іншого. До України повернулося 20 людей, Україна віддала 14-х[31].
  - Київ накрила пилова буря[32].
- 17 квітня — у Києві зафіксовано найвищий рівень забруднення повітря у світі[33].

### Травень
- 3 травня — названо переможців четвертої національної кінопремії «Золота дзиґа» Української кіноакадемії. Найкращим фільмом визнано «Мої думки тихі», найкращим режисером — Алієва Нарімана (фільм «Додому»).[34]
- 11 травня — Коронавірусна хвороба 2019 в Україні: відбулося послаблення карантину — відкриті парки та сквери, стоматології, непродовольчі магазини, перукарні тощо[35].
- 21 травня:
  - у результаті конфлікту на Житомирщині місцевий мешканець вбив семеро людей[36].
  - Президент Зеленський підписав «антиколомойський закон» про банки[37].
- 23 травня:
  - У Києві знайшли застреленим народного депутата Валерія Давиденка[38].
  - У Кагарлику на Київщині поліцейські побили у відділку двох людей і кілька разів зґвалтували жінку[39].
- 30 травня — близько 5:00 на спостережному пункті «Берлога» на лінії контролю з Кримом був викрадений РФ під час несення служби старший солдат Євген Добринський[40].
- 31 травня — відбулось онлайн оголошення переможців Премії «Золота Жар-птиця» за 2020 рік. Співаком року став Олег Винник, а співачкою — Настя Каменських.[41]

### Червень
- 1 червня — в Івано-Франківській області сталося два землетруси з епіцентром в районі м. Долина магнітудою 3,2 та 2,7 бали відповідо. Постраждалих немає.[42]
- 2 червня — в Одесі на ринку «Сьомий кілометр» сталася стрілянина. Двоє людей постраждало, затримано 10 осіб[43].
- 4 червня — у Павлограді на Дніпровщині було викрито банду поліцейських, яку організував керівник місцевого відділку поліції Дмитро Сердюк[44].
- 12 червня — Україна стала членом Програми розширених можливостей НАТО[45].
- 23 червня — на Заході України стався паводок, підтоплені майже 200 населених пунктів в трьох областях[46].
- 25 червня — Сергія Шкарлета, раніше пійманого на плагіаті і любові до елітних авто, обрали міністром освіти України[47].

### Липень
- 8 липня — «Динамо» (Київ) удванадцяте стало володарем Кубку України з футболу — у фіналі кияни перемогли «Ворсклу»[48].
- 14 липня — Рада легалізувала гральний бізнес[49].
- 17 липня:
  - Голові ОАСК Павлу Вовку та іншим суддям цього суду НАБУ повідомило про підозру у створенні злочинної організації та захопленні влади[50].
  - Верховна Рада України більше ніж утричі скоротила кількість районів в Україні[51].
- 19 липня — за результатами розіграшу Чемпіонату України з футболу 2019—2020 переможцем став донецький «Шахтар», срібні нагороди отримало київське «Динамо», бронзові — луганська «Зоря»[52].
- 21 липня — у Луцьку зловмисник захопив автобус із пасажирами[53].
- 23 липня — у Полтаві 32 річний Роман Скрипник, під час затримання на угон автомобіля взяв у заручники поліцейського, поїхав у напрямку Києва та згодом сховався у лісі[54].
- 24 липня — Бюро з розслідування та аналізу безпеки цивільної авіації (BEA) вдалося успішно зчитати та розшифрувати пошкоджені чорні скриньки з літака PS 752, збитого під Тегераном 8 січня.[55] За повідомленням МЗС України, стенограма підтвердила факт незаконного втручання в роботу літака.[56][57][58]

### Серпень
- 1 серпня — Національна поліція України під час затримання застрелила Романа Скрипника, який 23 липня взяв у Полтаві у заручники поліцейського[59].
- 19 серпня — на 102 році життя помер видатний український науковець, Президент НАН України (1962—2020) Борис Патон[60].
- 22 серпня — у Києві урочисто піднято національний прапор на найвищому флагштоку України. Висота флагштоку близько 90 м, розмір прапора — 16 на 24 метри.[61]
- 23 серпня — на озброєння Збройних сил України прийнятий ракетний комплекс «Нептун»[62].
- 25 липня — Київське «Динамо» стало переможцем Суперкубку України з футболу 2020, здолавши донецький «Шахтар»[63].
- 27 серпня — СБУ провела обшуки в офісах фінансової піраміди B2B Jewelry; за попередніми даними ошукали 600 тис. чоловік[64].
- 28 серпня — у селищі Городниця на Житомирщині знайшли скарб із 32 срібних монет 1000—1019 років[65].
- 29 серпня — прем'єрою вистави «127 годин» за книгою «Між молотом і ковадлом» Арона Ралстона у печері Кочубеївського рудника на Кіровоградщині розпочав свою роботу новий український екстрим-театр «ШуМ»[66][67]

### Вересень
- 11 вересня — етичний комітет Національного агентства з питань забезпечення якості освіти ухвалив рішення про виявлення плагіату у роботах Сергія Шкарлета, т.в.о міністра освіти і науки України[68][69]
- 12 вересня:
  - Премію імені Василя Стуса у 2020 році отримав український актор та режисер Ахтем Сеітаблаєв[70].
  - Започатковано Міжнародний етнографічний кінофестиваль «ОКО» — перший фестиваль етнографічного та антропологічного документального кіно пройшов з 12 по 19 вересня в селі Криничне Болградського району Одеської області із онлайн трансляцією конкурсної фестивалю[71].
- 14 вересня — президент Володимир Зеленський затвердив Стратегію національної безпеки України «Безпека людини — безпека країни»[72].
- 25 вересня — біля Чугуєва на Харківщині при заході на посадку розбився навчальний військовий літак Ан-26Ш. Загинуло понад 20 людей, серед них курсанти Харківського університету повітряних сил. 26 вересня в Україні оголошено День жалоби.[73]

### Жовтень
- 4 жовтня — своє 120-річчя відсвяткував Львівський національний академічний театр опери та балету імені Соломії Крушельницької[74]
- 7 жовтня — Національна академія наук України обрала нового президента: новим очільником став директор Інституту теоретичної фізики, професор Анатолій Загородній[75].
- 11 жовтня — у центрі Києва ветеран війни на Сході України Микола Микитенко здійснив акт самоспалення на знак протесту політики чинної влади щодо врегулювання конфлікту[76]. Від отриманих опіків помер 14 жовтня.
- 19 жовтня — Дарницький районний суд міста Києва задовольнив позов Віктора Медведчука по забороні публіцистичної книги Вахтанга Кіпіані «Справа Василя Стуса»[77].
- 20 жовтня — за результатами сезону 2019/2020 переможцем Української хокейної ліги вперше став клуб «Кременчук»[78].
- 24 жовтня — Православна церква Кіпру стала четвертою помісною церквою, яка визнала автокефалію Православної церкви України[79].
- 25 жовтня — місцеві вибори в Україні 2020, на яких обрали депутатів сільських, селищних і міських рад та сільських, селищних і міських голів. Явка виборців становила близько 37 % та була найнижчою за всю історію незалежної України[80].
- 28 жовтня — Конституційний Суд України ухвалив рішення, яке означає скасування електронного декларування, скасування повноважень Національного агентства з питань запобігання корупції на повну перевірку та моніторинг способу життя, скасування незаконного збагачення і конфіскації активів, набутих корупційним шляхом, скасування недостовірного декларування.[81]

### Листопад
- 3 листопада — Міланський апеляційний суд виправдав українського нацгвардійця Віталія Марківа, визнавши його невинним у злочині, за який 12 липня 2019 року його було засуджено до 24 років позбавлення волі[82].
- 9 листопада — коронавірусна хвороба 2019 в Україні: позитивний тест на ковід-19 отримали президент Володимир Зеленський та голова Офісу президента Андрій Єрмак[83].
- 11 листопада — Кабінет Міністрів України скасував адаптивний карантин і ввів локдаун вихідного дня[84].
- 14 листопада — у Туреччині в османському архіві знайдено оригінали текстів Брест-Литовського мирного договору 1918 року та ратифікаційної грамоти гетьмана Павла Скоропадського[85].
- 25 листопада — у розіграшу Ліги націй УЄФА 2020—2021 апеляційний комітет УЄФА присудив технічну поразку збірній України у матчі зі збірною Швейцарії, який мав відбутися 17 листопада. Як наслідок, збірна України у наступному сезоні буде виступати у дивізіоні «В».[86]

### Грудень
- 2 грудня — Верховна Рада України прийняла в першому читанні закон Про віртуальні активи[87].
- 11 грудня — лауреатами премії Книга року BBC-2020 стали Сергій Сергійович (Saigon), Уляна Чуба та Оксана Забужко[88].
- 17 грудня — на 61-му році життя в Берліні від ускладнень, спричинених COVID-19, помер чинний міський голова Харкова Геннадій Кернес[89].
- 20 грудня — на Чемпіонаті Європи зі спортивної гімнастики серед жінок збірна України вперше в історії виграла «золото» в командному багатоборстві. На другому місці — команда Румунії, на третьому — Угорщини.[90]
- 23 грудня — Коронавірусна хвороба 2019 в Україні: кількість хворих у країні перевищила 1 мільйон[91].
- 31 грудня — в Україну повернулися дві українки та семеро дітей, що перебували у таборах для біженців у Сирії[92].

## Нагороджено, відзначено

### Шевченківська премія
- Література — Тарас Прохасько і Маріанна Кіяновська
- Театральне мистецтво — Влада Троїцького, Роман Григорів, Ілля Разумейко
- Публіцистика, журналістика — Євгенія Подобна
- Візуальні мистецтва — Олександр Глядєлов
- Музичне мистецтво — гурт ДахаБраха

## Особи

### Призначено, звільнено
- 4 березня — Олексія Гончарука звільнено з посади Прем'єр-міністра України, його наступником став Денис Шмигаль.
- 5 березня — Верховна Рада України висловила недовіру Руслану Рябошапці, звільнивши його з посади Генерального прокурора України.
- 17 березня — на посаду Генерального прокурора України призначено Ірину Венедиктову.
- 3 липня — Верховна Рада України проголосувала за відставку голови Національного банку України Якова Смолія.
- 16 липня — новим головою НБУ призначено Кирила Шевченка.

### Померли
- 1 січня — Маначинський Олександр Федорович, 61, український плавець-олімпієць.
- 7 січня — Зайцев Ювеналій Петрович, 95, український радянський гідробіолог, академік НАН України, доктор біологічних наук.
- 27 січня — Селезньов Віталій Євдокимович, 80, український актор, режисер, головний режисер Вінницького державного академічного музично-драматичного театру ім. М. Садовського, Народний  артист  України (1993).
- 29 січня — Бойко Віталій Федорович, 82, український юрист і дипломат.
- 3 лютого — Шевченко Валентина Семенівна, 84, Голова Президії Верховної Ради УРСР (1984—1990).
- 16 лютого — Бондарева Маргарита Георгіївна, 83, актриса Київського академічного театру драми і комедії на лівому березі Дніпра[93].
- 20 березня — Федоришин Ярослав Васильович, 64, український театральний діяч, режисер, актор, Заслужений діяч мистецтв України, засновник та художній керівник Львівського академічного духовного театру «Воскресіння», директор Міжнародного театрального фестивалю «Золотий Лев»[94]
- 24 березня:
  - Мокренко Анатолій Юрійович, 87, український оперний співак, народний артист України та СРСР[95];
  - Бокий Іван Сидорович, 78, український політик.
- 2 квітня — Марина Людмила Борисівна, 82, провідна солістка балету Львівського національного академічного театру опери та балету ім. Соломії Крушельницької[96].
- 4 квітня — Вакарчук Іван Олександрович, 73, український фізик, політик і громадський діяч, міністр освіти і науки України (2007—2010), ректор Львівського університету (1990—2007 і 2010—2013).
- 9 квітня — Гасилина Юлія Володимирівна, 49, українська театральна режисерка, мім, актриса театру «Жарт», спів-засновниця Українського Мім Центру, театру-студії «МІСТ» та театрального центру «Пасіка» в Києво-Могилянській академії
- 12 квітня — Українець Анатолій Іванович, 65, український вчений та педагог.
- 22 квітня — Чуніхін Олександр Натанович, 71, директор — художній керівник Київського муніципального театру ляльок на Лівому березі Дніпра, професор, заслужений діяч мистецтв України, заслужений працівник культури РФ.
- 20 травня — Губанов Сергій Леонідович, 44, український поліцейський, полковник. Герой України (посмертно).
- 24 травня — Козловський Микола Павлович, 63, український лісівник, член-кореспондент НАН України.
- 1 червня:
  - Гулак Раїса Олександрівна, 92, солістка 15 оперних театрах Радянського Союзу, педагог[97];
  - Скорик Мирослав Михайлович, 81, український композитор і музикознавець, народний артист України, Герой України[98]
- 1 липня — Пазич Майя Павлівна, 82, акторка Київського театру на Липках, народна артистка України[99][100]
- 24 липня — Прокопенко Валентина Михайлівна, директорка Одеського академічного українського музично-драматичного театру ім. В. Василька (з 2001 по 2017), заслужений працівник культури України[101]
- 30 липня — Вороніна Оксана Вікторівна, 52, українська актриса театру і кіно, актриса Національного академічного театру російської драми ім. Лесі Українки[102]
- 18 серпня — Фіцалович Христина Павлівна, 82, українська актриса, Народна артистка УРСР (1986), професор кафедри сценічного мистецтва і хореографії Навчально-наукового інституту мистецтв Прикарпатського національного університету ім. Василя Стефаника[103]
- 26 серпня — Стецько Богдан Теодорович, 76, український актор, Заслужений артист України, актор Тернопільського академічного обласного драматичного театру ім. Тараса Шевченка[104]
- 29 серпня — Тихонов Віктор Миколайович, 71, український державний діяч, віце-прем'єр-міністр України (2010—2011)[105].
- 18 вересня — Сергій Лукашенко, заслужений артист України, актор Одеського театру музичної комедії ім. М. Водяного[106]
- 22 вересня — Ячмінський Володимир Дмитрович, 84, народний артист України, актор Тернопільського академічного обласного драматичного театру ім. Т. Г. Шевченка[107]
- 12 жовтня — Плаксін Євген, 75, Заслужений артист України, актор Харківського академічного українського драматичного театру ім. Тараса Шевченка
- 14 жовтня:
  - Пономарів Олександр Данилович, 84, український лінгвіст, публіцист, переклад та громадський діяч[108].
  - Стариков Віктор Михайлович, 73, директор-художній керівник Донецького академічного обласного театру ляльок[109]
- 19 жовтня — Ковтуненко Валерій Іванович, 69, народний артист України, кандидат мистецтвознавства
- 22 жовтня — Стойко Степан Михайлович, 100, український ботаніко-географ, лауреат Державної премії України в галузі науки і техніки (2005).
- 15 листопада — Балкашинов Володимир Святославович, 59, український театральний і кінорежисер, актор, заслужений діяч мистецтв України[110]
- 24 листопада — Дегтярев Олександр Вікторович, 69, радянський та український конструктор, генеральний директор Державного конструкторського бюро «Південне» ім. М. К. Ягеля, Герой України.
- 29 грудня — Гожик Петро Федосійович, 83, український палеонтолог і геолог, директор Інституту геологічних наук НАН України, академік НАН України.

## Засновані, створені
2020 рік
- 35-та змішана авіаційна ескадрилья

## Пам'ятні дати та ювілеї
- 1100 років з часу (920 рік):
  - першої сутички руських військ із печенігами.
- 1075 років з часу (945 рік):
  - повстання деревлян, які стратили князя Ігоря.
  - початку правління княгині Ольги, дружини князя Ігоря.
- 1050 років з часу (970 рік):
  - війська Святослава Ігоровича пішли в похід на Константинополь.
- 950 років з часу (1070 рік):
  - першої літописної згадки про Видубицький монастир під Києвом, заснований київським князем Всеволодом Ярославичем.
- 900 років з часу (1120 рік):
- Переяславський князь Ярополк Володимирович провів успішний похід проти половців.
- 850 років з часу (1170 рік):
  - Мстислав Ізяславич вигнав Гліба Юрійовича з Києва, однак незабаром помер, і Гліб Юрійович повернувся на князівство.
- 775 років з часу (1245 рік):
  - битви поблизу міста Ярослав між військами галицько-волинських князів Данила і Василька Романовичів з одного боку і силами угорців, поляків та галицької боярської опозиції з іншого у 1245 році (17 серпня).
  - початку подорожі князя Данила Романовича за ярликом у Золоту Орду.
- 575 років з часу (1445 рік):
  - надання Магдебурзького права місту Мукачевому.
- 500 років з часу (1520 рік):
  - створення Нобельського Євангелія — найдавнішої рукописної книги Полісся.
- 425 років з часу (1595 рік):
  - Козаками взято турецьке місто Синоп, вперше використовуючи при цьому козацькі підводні човни.
- Северин Наливайко із запорожцями ходили до Волощини на поміч Австрії.
- 400 років з часу (1620 рік):
  - відновлення православної ієрархії в Україні, коли Ієрусалимський патріарх Феофан висвятив на православного митрополита Іова Борецького у 1620 році (10 вересня).
  - участь українських козаків у Цецорській битві війська Речі Посполитої з турецько-татарськими військами біля села Цецора поблизу Ясс (17 вересня — 7 жовтня).
- 350 років з часу (1670 рік):
  - Олексій Хромий очолив повстання Разіна на Слобідській Україні.
  - Михайло Ханенко підписав в Острозі договір з Річчю Посполитою.
  - Кошовим отаманом на Січі обрано Григорія Пелеха.
- 325 років з часу (1695 рік початку спорудження на замовлення гетьмана Івана Мазепи Вознесенського собору в Переяславі.
- 310 років з часу (1710 рік) прийняття Конституції Пилипа Орлика (16 квітня).
- 300 років з часу (1720 рік) Указу Петра І про заборону друкувати книжки українською мовою.
- 275 років з часу (1745 рік початку спорудження у Львові собору Святого Юра — кафедрального собору греко-католицької церкви (архітектор Бернард Меретин).
- 250 років з часу (1770 рік) закладення на місці сучасного Запоріжжя — Олександрівської фортеці. Ця подія вважається датою заснування міста.
- 225 років з часу (1795 рік):
  - третього поділу Речі Посполитої, за яким до Російської імперії відійшла Західна Волинь, а Річ Посполита перестала існувати як окрема держава. Всі її землі поділили між собою Росія, Австрія та Пруссія.
  - заснування міста Одеси.
- 200 років з часу (1820 рік):
  - відкриття князем Олександром Безбородьком в м. Ніжині гімназії вищих наук, що прирівнювалася до університету.
  - придушення виступів опришків під проводом Олекси Довбуша на Прикарпатті.
  - початок виступів опришків на чолі з Мироном Штолюком у Східній Галичині та Північній Буковині.
- 175 років з часу (1845 рік утворення таємного Кирило-Мефодіївського братства в Києві (грудень).
- 150 років з часу (1870 рік):
  - початку проведення реформа міського самоврядування в Російській імперії.
  - заснування москвофілами Галичини громадсько-політичної організації «Руська Рада».
- 125 років з часу публікації брошури Юліана Бачинського «Ukraina irredenta» («Україна уярмлена»), у якій він доводив історичну необхідність здобуття Україною незалежності у 1895 році.
- 100 років з часу (1920 рік):
  - Холодноярської республіки.
  - рішення Антанти про остаточне включення Східної Галичини до складу Польщі (14 березня).
  - підписання Варшавський договір між УНР і Польщею (21 — 24 квітня).
  - початку польсько-радянської війни (25 квітня).
  - звільнення Києва від більшовиків українсько-польськими військами (6 травня).
  - закінчення Першого зимового походу українських військ по тилах Добровольчої армії Антона Денікіна та Червоної армії (6 травня).
  - початку контрнаступу більшовиків по території України (26 травня).
  - захоплення більшовиками Києва, що тоді контролювався силами УНР та Польщі (12 червня).
  - засновано Українську Військову Організацію на з'їзді українців-військовиків у Празі, під керівництвом командира січових стрільців полковника Євгена Коновальця (30 липня).
  - проголошення Медвинської республіки під час антибільшовицького повстання (серпень 1920).
  - героїчної оборони міста Замостя від більшовиків Армією УНР (28 серпня — 2 вересня).
  - утворення Української військової організації (вересень).
  - країни Антанти підписали з Румунським королівством «Бессарабський протокол», який віддавав Бессарабію Румунії (28 жовтня).
  - більшовицького наступу проти Петра Врангеля в Криму (28 жовтня — 17 листопада).
  - остаточного припинення існування Української Народної Республіки на території України після отримання дозволу від польської сторони для переходу на західний берег ріки Збруч 12 тисяч вояків армії УНР разом зі штабом Головного Отамана Петлюри та урядом республіки (21 листопада).
  - підписання союзного договору між УСРР і РСФРР про військову і господарську співпрацю (28 грудня).
- 75 років з часу (1945 рік):
  - остаточної перемоги СРСР над нацизмом у Другій світовій війні (8-9 травня).
  - завершення Другої світової війни капітуляцією Японії (2 вересня).
  - включення УРСР до складу 47 країн засновниць ООН разом із БРСР (Білорусією) та СРСР.
  - підписання договору між Чехословацькою республікою та СРСР, який юридично закріпив рішення з'їзду в Мукачеві від 26 листопада 1944 року про офіційне включення Закарпаття до складу УРСР (29 червня).
  - укладення договору про радянсько-польський кордон, який встановлювався по «лінії Керзона» з відхиленням на схід (на користь Польщі) на 5-8 км, а в окремих районах навіть на 17-30 км. (16 серпня).
- 50 років з часу (1970 рік):
  - початок видання у Львові В'ячесловом Чорноволом самвидавничого нелегального журналу «Український вісник» (до 1972 року).
  - завершення восьмої «золотої» п'ятирічки СРСР.
  - відкриття у Києві палацу «Україна», зпроектованого для проведення з'їздів Комуністичної партії України і збудований на місці продуктивого ринку (17 квітня).
- 30 років з часу (1990 рік):
  - проголошення Декларації про державний суверенітет України (16 липня).
  - з дня початку Студентської революції на граніті (2 жовтня).
- 25 років з часу (1995 рік):
  - вступу України до Ради Європи.
  - укладання Конституційного Договору між Верховною Радою України та Президентом України про основні засади організації і функціонування державної влади і місцевого самоврядування в Україні на період до прийняття нової Конституції України, підписаного Головою Верховної Ради України Олександром Морозом та Президентом України Леонідом Кучмою (8 червня).

### Заснування
- 1075 років з часу першої писемної згадки про місто Коростень (945);
- 1075 років з початку правління княгині Ольги (945);
- 920 років з часу першої писемної згадки про місто Дубно (1100);
- 900 років з часу першої писемної згадки про Видубицький монастир (1120)
- 375 років з часу заснування міста Слов'янська (1645);
- 250 років з часу заснування міста Запоріжжя (1770);
- 215 років з дня відкриття Харківського національного університету імені В. Н. Каразіна (29.01.1805);
- 200 років з дня відкриття Ніжинської гімназії вищих наук (нині — Ніжинський державний університет імені Миколи Гоголя) (17.09.1820);
- 155 років з дня відкриття Одеського національного університету імені І. І. Мечникова (13.05.1865);
- 145 років з дня заснування Чернівецького національного університету імені Юрія Федьковича (02.10.1875);
- 135 років з дня заснування Національного технічного університету «Харківський політехнічний інститут» (27.09.1885);
- 125 років з часу заснування міста Алчевська (1895);
- 100 років з часу заснування у Харкові Музею Слобідської України ім. Г. С. Сковороди (нині — Харківський історичний музей імені М. Ф. Сумцова) (1920);
- 100 років з часу заснування Державного Центру Української Народної Республіки в екзилі (1920);
- 100 років з дня заснування Національного академічного драматичного театру імені Івана Франка (28.01.1920);
- 100 років з дня заснування Східноукраїнського національного університету імені Володимира Даля (27.03.1920);
- 100 років з дня заснування Одеської національної академії зв'язку імені О. С. Попова (01.07.1920);
- 90 років з дня заснування Національного аерокосмічного університету ім. М. Є. Жуковського «Харківський авіаційний інститут» (17.04.1930);
- 90 років з дня заснування Національного наукового центру «Інститут механізації та електрифікації сільського господарства» (12.07.1930);
- 80 років з часу заснування Східноєвропейського національного університету імені Лесі Українки (1940);
- 50 років з дня утворення комунального закладу «Музей космонавтики ім. С. П. Корольова» Житомирської обласної ради (01.08.1970);

### Видатних особистостей

#### Народження
- 890 років з дня народження (1130 рік):
  - Кирило Туровський (1130—1182), освітній діяч, проповідник.
- 800 років з дня народження (1220 рік):
  - Олександр Ярославич (Невський), великий князь Київський (1249—1263 рр.), князь новгородський (1236—1251 рр.), великий князь володимирський (1252—1263 рр.); син Ярослава III Всеволодовича, прийомний син Батия, правнук Юрія Долгорукого; прославився перемогами над шведами у битві на Неві (1240) і лицарями Лівонського ордену (Льодове побоїще, 1242 р.).
- 600 років з дня народження (1420 рік):
  - Семен Олелькович, останній князь Київський (1455—1470 рр.); правнук Великого литовського князя Ольгерда.
- 570 років з дня народження (1450 рік):
  - Юрій Дрогобич (справжнє ім'я та прізвище — Юрій Котермак) (1450—1494), філософ, астроном, перший український доктора медицини, діяч східноєвропейського Відродження;
- 560 років з дня народження (1460 рік):
  - Костянтина Острозького (1460—1530), політичного та державного діяча, протектора православної церкви;
- 450 років з дня народження (1570 рік):
  - Памво Беринда (1570—1632), український лексикограф, мовознавець («Лексіконъ славеноросскїй альбо Именъ тлъкованїє», 1627), письменник, друкар.
- 400 років з дня народження (1620 рік):
  - Самойлович Іван (1620—1690), український військовий, політичний і державний діяч, гетьман Війська Запорозького, гетьман Лівобережної України (1672—1687 рр.).
  - Лазар Баранович (1620—1693), письменник, церковний, політичний діяч.
- 360 років з дня народження (1660 рік):
  - Павло Полуботок (1660—1724), наказний гетьман Лівобережної України.
- 350 років з дня народження (1670 рік):
  - Самійло Васильович Величко (1670—1728), український козацький літописець.
- 330 років з дня народження (1690 рік):
  - Петро Калнишевський (1690—1803), останній кошовий отаман Запорізької Січі.
- 320 років з дня народження (1700 рік):
  - Олекса Довбуш (1700—1745), керівник руху опришків, які діяли у Карпатах;
- 280 років з дня народження (1740 рік):
  - Максим Залізняк (1740-невідомо), січовий козак, керівник Коліївщини.
- 275 років з дня смерті (1745 рік):
  - Березовський Максим Созонтович, український композитор, диригент, співак.
- 200 років з дня народження (1820 рік):
  - Лебединцев Петро Гаврилович, український історик, археолог, педагог, журналіст, релігійний та освітній діяч.
  - Харитоненко Іван Герасимович, український землевласник, промисловець-цукрозаводчик, філантроп і меценат з роду Харитоненків. Належав до найбагатших власників цукрових заводів в Україні.
  - Карпенко Григорій Данилович, український письменник, актор.
- 175 років з дня народження (1845 рік):
  - Косач Олена Антонівна, українська письменниця, громадська діячка.
  - Пулюй Іван Павлович, український фізик і електротехнік, ректор Німецької вищої технічної школи в Празі.
  - Андрієвський Олексій Олександрович, український педагог, історик, літератор, публіцист, археограф і громадський діяч.
  - Мечников Ілля Ілліч, ембріолог, фізіолог і патолог, Нобелівський лауреат (1908).
  - Лучицький Іван Васильович, український і російський історик-медієвіст. Член Історичного товариства імені Нестора-Літописця, член-кореспондент Петербурзької АН (обрано 13 грудня 1908 року).
  - Карпенко-Карий (Тобілевич) Іван Карпович, український драматург, автор п'єс «Бурлака», «Сто тисяч», «Хазяїн», «Наймичка», «Безталанна», «Сава Чалий», актор, режисер, театральний діяч.
  - Лепкий Сильвестр Теодоровичукраїнський письменник, священик УГКЦ, громадсько-політичний, культурний діяч. Батько Богдана, Миколи та Левка Лепких.
- 160 років з дня народження (1860 рік):
  - Павло Чижевський (1860—1925), громадський, політичний, державний діяч.
- 150 років з дня народження (1870 рік):
  - Євген Оскарович Патон, український вчений у галузі мостобудування і зварювання.
- 135 років з дня народження (1885 рік):
  - Номан Челебіджіхан (1885—1918), кримськотатарський політичний та державний діяч, голова першого національного уряду, муфтія мусульман Криму, Литви, Польщі, Білорусі;
- 130 років з дня народження (1890 рік):
  - Павло Христюк (1890—1941), політичний та державний діяч, член Української Центральної Ради;
  - Іван Полтавець-Остряниця (1890—1957), військовий діяч, полковник Армії Української Держави.
- 125 років з дня народження (1895 рік):
  - Лятошинський Борис Миколайович, український композитор, педагог, диригент
  - Петро Дяченко, командир полку Чорних Запорожців, командир 2-ї дивізії Української Національної Армії, генерал-хорунжий УНА в екзилі.
  - Рильський Максим Тадейович, український поет, перекладач, публіцист
  - Григорій Гурійович Верьовка, український композитор і хоровий диригент, педагог
  - Тодось Осьмачка, український письменник — поет, прозаїк, перекладач
- 100 років з дня народження (1920 рік):
  - Тютюнник Григорій Михайлович, український письменник
  - Копержинська Нонна Кронидівна, українська акторка
  - Стецько Ярослава Йосипівна, український політик, лідер партії Конгрес Українських Націоналістів
  - Гринько Микола Григорович, український кіноактор
- 85 років з дня народження (1935 рік):
  - Симоненко Василь Андрійович, український поет і журналіст, шістдесятник
- 75 років з дня народження (1945 рік):
  - Гриньов Володимир Борисович, український політик.
  - Рибчинський Юрій Євгенович, український поет, драматург.
- 50 років з дня народження (1970 рік):
  - Шевчук Святослав Юрійович, предстоятель, єпископ Української греко-католицької церкви, Верховний архієпископ Києво-Галицький, митрополит Київський — предстоятель Української греко-католицької церкви (з 2011 р.).
  - Рудницька Анжеліка Миколаївна, українська співачка, віце-президент мистецької агенції «Територія А».
  - Марічка Бурмака (Марія Вікторівна Бурмака), українська співачка («Розлюби», «Не бійся жити», «Сонцем, небом, дощем»), Народна артистка України (2009).
  - Орбу Геннадій Григорович, український футболіст («Шахтар» Донецьк).
  - Прокаєва (Литовченко) Влада Володимирівна, українська модель, «Міс Україна 1995».
  - Таран Руслана Олексіївна, українська спортсменка, чемпіонка Європи з парусного спорту, триразовий призер Олімпійських ігор (1996, 2004).

Січень
- 3 січня — 125 років з дня народження Бориса Лятошинського (1895—1968), композитора, диригента, педагога, громадського діяча;
- 5 січня — 140 років з дня народження Василя Верховинця (справжнє ім'я та прізвище — Василь Костів) (1880—1938), композитора, диригента, хореографа, фольклориста, етнографа;
- 8 січня — 85 років з дня народження Василя Симоненка (1935—1963), письменника, журналіста;
- 22 січня — 100 років з дня народження Миколи Корнейчука (1920—2003), математика, академіка Національної академії наук України;
- 27 січня — 230 років з дня народження Петра Гулака-Артемовського (1790—1865), письменника, перекладача;
- 30 січня — 90 років з дня народження Всеволода Нестайка (1930—2014), письменника, класика української дитячої літератури;
- 31 січня — 150 років з дня народження Володимира Перетца (1870—1935), філолога, академіка Української академії наук;

Лютий
- 4 лютого — 140 років з дня народження Климента Квітки (1880—1953), музикознавця, фольклориста;
- 4 лютого — 90 років з дня народження Ігоря Ольшанівського (1930—1986), громадського діяча, правозахисника, голови організації «Американці в обороні людських прав в Україні»;
- 6 лютого — 100 років з дня народження Василя Левковича (1920—2012), військового діяча, полковника УПА;
- 8 лютого — 170 років з дня народження Вікентія Хвойки (1850—1914), археолога;
- 9 лютого — 110 років з дня народження Галини Мазепи-Коваль (1910—1995), художниці, ілюстраторки;
- 17 лютого — 120 років з дня народження Оксани Петрусенко (справжнє ім'я та прізвище — Ксенія Бородавкіна) (1900—1940), оперної співачки, народної артистки УРСР;
- 17 лютого — 100 років з дня народження Василя Порика (1920—1944), військового діяча, учасника Руху Опору у Франції в роки Другої світової війни, Героя Радянського Союзу;
- 18 лютого — 130 років з дня народження Володимира Корецького (1890—1984), юриста-міжнародника, академіка Академії наук УРСР;
- 20 лютого — 115 років з дня народження Уласа Самчука (1905—1987), письменника, публіциста, журналіста;
- 24 лютого — 110 років з дня народження Василя Сидора (1910—1949), військового та політичного діяча, полковника УПА;
- 25 лютого — 170 років з дня народження Володимира Барвінського (1850—1883), громадського діяча, історика, письменника, перекладача, видавця;
- 28 лютого — 190 років з дня народження Григорія Ґе (1830—1911), письменника, художника;

Березень
- 5 березня — 150 років з дня народження Євгена Патона (1870—1953), вченого у галузях мостобудування та електрозварювання, засновника та першого керівника Інституту електрозварювання Академії наук України, Героя Соціалістичної Праці, академіка та віце-президента Академії наук УРСР;
- 19 березня — 125 років з дня народження Максима Рильського (1895—1964), письменника, перекладача, літературознавця, громадського діяча, академіка Академії наук УРСР;
- 19 березня — 90 років з дня народження Ліни Костенко (1930), письменниці, громадської діячки;
- 21 березня — 150 років з дня народження Олександра Лотоцького (1870—1939), письменника, публіциста, політичного діяча, дипломата;
- 25 березня — 140 років з дня народження Гаврила Базильського (1880—1937), військового діяча, генерал-хорунжого Армії УНР;
- 28 березня — 150 років з дня народження Юліана Бачинського (1870—1940), публіциста, громадського та політичного діяча, репресованого;

Квітень
- 7 квітня — 140 років з дня народження Олександра Богомазова (1880—1930), художника, графіка, педагога;
- 12 квітня — 90 років з дня народження Мирослава Поповича (1930—2018), філософа, академіка Національної академії наук України, директора Інституту філософії імені Г. С. Сковороди Національної академії наук України;
- 15 квітня — 100 років з дня народження Григорія Вервеса (1920—2001), літературознавця, академіка Національної академії наук України;
- 18 квітня — 160 років з дня народження Уляни Кравченко (ім'я та прізвище при народженні — Юлія Шнайдер) (1860—1947), письменниці, громадської діячки, активістки жіночого руху;
- 18 квітня — 120 років з дня народження Валентини Чистякової (1900—1984), актриси театру «Березіль», викладачки, народної артистки УРСР;
- 23 квітня — 100 років з дня народження Григорія Тютюнника (1920—1961), письменника;
- 24 квітня — 100 років з дня народження Дмитра Білоуса (1920—2004), письменника, літературознавця, критика, перекладача;
- 26 квітня — 130 років з дня народження Миколи Зерова (1890—1937), письменника, літературознавця, критика, перекладача, репресованого;
- 26 квітня — 90 років з дня народження Олексія Созінова (1930—2018), вченого, генетика, селекціонера, академіка Академії наук УРСР;

Травень
- 1 травня — 100 років з дня народження Нонни Копержинської (1920—1999), актриси, народної артистки УРСР;
- 5 травня — 120 років з дня народження Юрія Липи (1900—1944), письменника, публіциста, лікаря, громадського та політичного діяча;
- 9 травня — 130 років з дня народження Кирила Осьмака (1890—1960), державного та політичного діяча, члена Української Центральної Ради, президента Української Головної Визвольної Ради;
- 14 травня — 100 років з дня народження Ярослави Стецько (справжнє ім'я та прізвище — Ганна-Євгенія Музика) (1920—2003), журналістки, громадської та політичної діячки, народного депутата України другого — четвертого скликань;
- 15 травня — 175 років з дня народження Іллі Мечникова (1845—1916), вченого, імунолога та мікробіолога, лауреата Нобелівської премії;
- 19 травня — 130 років з дня народження Миколи Євшана (справжнє прізвище — Федюшка) (1890—1919), літературознавця, критика;
- 19 травня — 110 років з дня народження Миколи Сарми-Соколовського (1910—2001), художника, кобзаря, священника, політв'язня радянського режиму;
- 22 травня — 180 років з дня народження Марка Кропивницького (1840—1910), режисера, драматурга, актора, засновника українського професійного театру;
- 22 травня — 100 років з дня народження Миколи Гринька (1920—1989), кіноактора, народного артиста УРСР;

Червень
- 7 червня — 90 років з дня народження Івана Кандиби (1930—2002), правозахисника, політв'язня радянського режиму, члена-засновника Української гельсінської групи;
- 8 червня — 100 років з дня народження Івана Кожедуба (1920—1991), військового льотчика, маршала авіації, тричі Героя Радянського Союзу;
- 17 червня — 90 років з дня народження Михайла Гориня (1930—2013), психолога, правозахисника, політв'язня радянського режиму;
- 19 червня — 125 років з дня народження Олександра Бродського (1895—1969), фізика, хіміка, директора Інституту фізичної хімії Академії наук УРСР, академіка Академії наук УРСР;
- 20 червня — 140 років з дня народження Антона Думанського (1880—1967), вченого, хіміка, академіка Академії наук УРСР;
- 21 червня — 120 років з дня народження Катерини Грушевської (1900—1943), етносоціолога, фольклористки, етнографа, культуролога, перекладачки;
- 24 червня — 160 років з дня народження Феофіла Яновського (1860—1928), вченого, фізіолога, лікаря-терапевта, педагога, академіка Всеукраїнської академії наук;
- 26 червня — 210 років з дня народження Василя Тарновського (1810—1866), етнографа, історика права, мецената;
- 28 червня — 130 років з дня народження Петра Франка (1890—1941), педагога, письменника, вченого, військового льотчика Української Галицької Армії;

Липень
- 10 липня — 120 років з дня народження Петра Погребняка (1900—1976), вченого, лісівника, ґрунтознавця, академіка та віце-президента Академії наук УРСР;
- 13 липня — 80 років з дня народження Івана Сокульського (1940—1992), письменника, правозахисника, політв'язня радянського режиму;
- 17 липня — 130 років з дня народження Василя Тютюнника (1890—1919), військового діяча, командувача Дієвої Армії УНР у 1919 році;
- 25 липня — 120 років з дня народження Зінаїди Аксентьєвої (1900—1969), вченої, геофізика;
- 28 липня — 210 років з дня народження Аполлона Мокрицького (1810—1870), художника-портретиста, педагога;
- 28 липня — 140 років з дня народження Володимира Винниченка (1880—1951), письменника, драматурга, художника, політичного та державного діяча;
- 31 липня — 170 років з дня народження Сергія Подолинського (1850—1891), вченого, громадського та політичного діяча, економіста, соціолога;

Серпень
- 1 серпня — 120 років з дня народження Олександра Копиленка (1900—1958), письменника, педагога, критика;
- 1 серпня — 100 років з дня народження Богдана Осадчука (1920—2011), вченого, політолога, історика, публіциста, громадського діяча;
- 7 серпня — 150 років з дня народження Осипа Куриласа (1870—1951), художника, графіка;
- 12 серпня — 130 років з дня народження Олександра Вишнівського (1890—1975), військового діяча, полковника Армії УНР, історика;

Вересень
- 4 вересня — 150 років з дня народження Володимира Сікевича (1870—1952), військового та політичного діяча, генерал-хорунжого Армії УНР;
- 23 вересня — 120 років з дня народження Володимира Кубійовича (1900—1985), вченого, історика, географа, енциклопедиста, громадського та політичного діяча, організатора та головного редактора «Енциклопедії українознавства»;
- 26 вересня — 150 років з дня народження Сергія Дядюші (1870—1933), військового діяча, генерал-поручника Армії УНР;
- 29 вересня — 175 років з дня народження Івана Карпенка-Карого (справжнє прізвище — Тобілевич) (1845—1907), письменника, драматурга, актора, режисера;

Жовтень
- 5 жовтня — 90 років з дня народження Павла Поповича (1930—2009), льотчика, космонавта, двічі Героя Радянського Союзу;
- 6 жовтня — 200 років з дня народження Івана Харитоненка (1820—1891), підприємця, мецената;
- 15 жовтня — 160 років з дня народження Софії Тобілевич (1860—1953), акторки, перекладачки, фольклористки;
- 18 жовтня — 130 років з дня народження Олени Курило (1890—1946), вченої, філолога, педагога, репресованої;
- 25 жовтня — 160 років з дня народження Миколи Самокиша (1860—1944), художника-баталіста, графіка;
- 25 жовтня — 100 років з дня народження Султана Амет-Хана (1920—1971), військового льотчика, випробувача, двічі Героя Радянського Союзу;

Листопад
- 9 листопада — 110 років з дня народження Євгенії Зарицької (1910—1979), оперної співачки, популяризаторки українських композиторів за кордоном;
- 11 листопада — 100 років з дня народження Андрія Ромоданова (1920—1993), нейрохірурга, академіка Академії медичних наук СРСР, Героя Соціалістичної Праці;
- 12 листопада — 100 років з дня народження Василя Галаси (1920—2002), політичного та військового діяча, полковника УПА;
- 17 листопада — 110 років з дня народження Ярослава Старуха (1910—1947), політичного та військового діяча, публіциста;
- 18 листопада — 120 років з дня народження Георгія Кістяківського (1900—1982), вченого, фізика, хіміка, громадського діяча;
- 25 листопада — 210 років з дня народження Миколи Пирогова (1810—1881), вченого, хірурга, анатома, педагога, засновника польової хірургії;
- 28 листопада — 130 років з дня народження Зінаїди Тулуб (1890—1964), письменниці, перекладачки;

Грудень
- 6 грудня — 80 років з дня народження Ірини Стасів-Калинець (1940—2012), письменниці, філолога, правозахисниці, політв'язня радянського режиму, народного депутата України першого скликання;
- 7 грудня — 120 років з дня народження Катерини Білокур (1900—1961), художниці, майстрині народного декоративного живопису, народної художниці УРСР;
- 12 грудня — 130 років з дня народження Андрія Мельника (1890—1964), політичного та військового діяча, голови Проводу Організації українських націоналістів;
- 14 грудня — 180 років з дня народження Михайла Старицького (1840—1904), письменника, драматурга, режисера, перекладача, культурного, громадського діяча;
- 19 грудня — 100 років з дня народження Миколи Руденка (1920—2004), письменника, філософа, правозахисника, політв'язня радянського режиму, члена-засновника Української гельсінської групи, Героя України;
- 21 грудня — 200 років з дня народження Платона Симиренка (1820—1863), підприємця, мецената;
- 21 грудня — 150 років з дня народ(яп.)ження Михайла Остроградського (1870—1923), військового діяча, контр-адмірала Військово-морського флоту Української Народної Республіки;
- 24 грудня — 100 років з дня народження Святослава Караванського (1920—2016), філолога, письменника, журналіста, політв'язня радянського режиму;
- 25 грудня — 125 років з дня народження Григорія Верьовки (1895—1964), композитора, хорового диригента;
- 27 грудня — 130 років з дня народження Василя Ємця (1890—1982), бандуриста, історика, письменника.

#### Смерті
- 850 років з дня смерті (1170 рік):
  - Мстислав Ізяславич (Мстислав II), князь переяславський (1146—1149, 1151—1154 рр.), пересопницький (1155—1156 рр.), волинський (1156—1170 рр.), Великий князь київський (1167—1169, 1170 рр.) з династії Рюриковичв.
- 750 років з дня смерті (1270 рік):
  - Бела IV, король Угорщини і Хорватії (1235—1270 рр.) з династії Арпадів; тесть Данила Галицького.
- 550 років з дня смерті (1470 рік):
  - Семен Олелькович, останній князь Київський, (1455—1470 рр.); правнук Великого литовського князя Ольгерда.
- 425 років з дня смерті (1595 рік):
  - Римша Андрій, український і польський письменник («Хронологія») і перекладач.
- 275 років з дня смерті (1745 рік):
  - Довбуш Олекса Васильович, український народний герой, ватажок повстання карпатських опришків (1738—1745 рр.)
- 200 років з дня смерті (1820 рік):
  - Гудович Іван Васильович, граф (з 5 квітня 1797), генерал-фельдмаршал російської імператорської армії з відомого козацько-старшинського роду Гудовичів.
  - Срезневський Іван Овсійович, професор (з 1813) красномовства, поезії й слов'янських мов Харківського університету.
- 175 років з дня смерті (1845 рік):
  - Полетика Василь Григорович, український історик, історіограф, джерелознавець, збирач документальних матеріалів з історії України XIV−XVIII ст., громадський діяч, засновник та попечитель навчальних та медичних закладів.
- 150 років з дня смерті (1870 рік):
  - Вербицький Михайло Михайлович, український композитор, хоровий диригент, автор музики державного гімну України «Ще не вмерла Україна».
- 125 років з дня смерті (1895 рік):
  - Драгоманов Михайло Петрович, український історик та громадський діяч
- 100 років з дня смерті (1920 рік):
  - Левко Платонович Симиренко, український вчений, помолог і плодовод; вивів сорт яблук — ренет Симиренка.
  - Панас Мирний (Панас Якович Рудченко), український прозаїк («Хіба ревуть воли, як ясла повні?», «Повія») та драматург.
  - Христина Данилівна Алчевська, український педагог, організатор народної освіти.
- 75 років з дня смерті (1945 рік):
  - Вернадський Володимир Іванович, український вчений, природодослідник, громадський діяч, засновник геохімії, перший президент Української Академії наук (1918).
  - Скоропадський Павло Петрович, український громадський, державний діяч, Гетьман Української Держави (29 квітня — 14 грудня 1918 р.).
  - Волошин Авґустин Іванович, український політичний, культурний, релігійний діяч Закарпаття, прем'єр-міністр автономного уряду Карпатської України (1938), президент цієї держави (1939), Герой України (посмертно).
  - Антонович Дмитро Володимирович, український історик мистецтва (300 років українському театру, Т.Шевченко як маляр), член Центральної Ради, морський міністр, міністр мистецтва, голова дипломатичної місії в Римі (1919), співзасновник і ректор Українського вільного університету у Відні і Празі.
  - Кравс Антін, український військовик, генерал УГА.
- 50 років з дня смерті (1970 рік):
  - Малишко Андрій Самійлович, український поет (Полудень віку, прозорість), громадський діяч.
  - Сухомлинський Василь Олександрович, український педагог, письменник (Серце віддаю дітям, Про виховання).
  - Берест Олексій Прокопович, лейтенант Червоної Армії, що встановив, разом з М. Єгоровим та М. Кантарією, Прапор Перемоги на даху німецького Рейхстагу (1945); Герой України (2005).